# Girls in the House
Girls in the House ist das Debütalbum der deutschen Pop-Girlgroup Preluders, das am 24. November 2003 von Polydor veröffentlicht wurde. Produziert wurde es von Uwe Fahrenkrog-Petersen und Gena Wernik. Das Album erreichte Platz zwei in Deutschland und wurde mit einer goldenen Schallplatte für mehr als 100.000 verkaufter Exemplare ausgezeichnet. Es enthält neben elf weiteren Liedern auch den ersten und einzigen Nummer-eins-Hit der Band, Everyday Girl.

## Hintergrund
Preluders veröffentlichten als Single eine Coverversion des Liedes Losing My Religion von R.E.M., die sich über 600.000-Mal verkaufte, dennoch erreichten sie nur den zweiten Platz des ProSieben-Casting-Wettbewerbes Popstars. Als zweite Single wurde Everyday Girl veröffentlicht, das als Nummer-eins-Hit 2003 in Deutschland ebenfalls sehr erfolgreich war. Daraufhin wurde ein Album aufgenommen.

## Inhalt
Bei den Liedern Catch Me, Tattoo You, Bye Bye for the Better und Born to Love You Forever handelt es sich um „Midtempo-Balladen“. Sundown ist ein Lied, das im Stil an Modern Talking erinnert.

## Titelliste
1. Girls in the House 3:40
2. Everyday Girl 3:23
3. Bal Privé 3:12
4. Catch Me 3:28
5. Losing My Religion 4:21
6. Bye Bye for the Better 3:29
7. We Love to Entertain You 3:43
8. Riding on the Lovetrain 4:01
9. Sundown 3:44
10. I Tattoo You 3:34
11. You’re Blocking My Sun 3:31
12. Born to Love You Forever 3:43

## Rezeption
Stefan Johannesberg von laut.de kritisiert den Eindruck den die Band mit dem Album hinterlässt: „Den vorpubertären Ludern fehlt Charisma und Klasse an allen Ecken und Enden.“, sieht aber „wenigstens ein paar gute Ansätze“.

## Kommerzieller Erfolg

### Chartplatzierungen
| ChartsChartplatzierungen | Höchstplatzierung | Wochen |
| ------------------------ | ----------------- | ------ |
| Deutschland (GfK)        | 2 (13 Wo.)        | 13     |
| Österreich (Ö3)          | 12 (9 Wo.)        | 9      |
| Schweiz (IFPI)           | 3 (8 Wo.)         | 8      |

### Auszeichnungen für Musikverkäufe
| Land/Region        | Auszeichnungen für Musikverkäufe (Land/Region, Auszeichnung, Verkäufe) | Verkäufe |
| ------------------ | ---------------------------------------------------------------------- | -------- |
| Deutschland (BVMI) | Gold                                                                   | 100.000  |
| Insgesamt          | 1× Gold ·                                                              | 100.000  |